# Пентаплутонийтриродий
Пентаплутонийтриродий — бинарное неорганическое соединение
родия и плутония
с формулой Rh3Pu5,
кристаллы.

## Получение
- Длительное спекание стехиометрических количеств чистых веществ:

{\displaystyle {\mathsf {3Rh+5Pu\ {\xrightarrow {980^{o}C}}\ Rh_{3}Pu_{5}}}}

## Физические свойства
Пентаплутонийтриродий образует кристаллы
тетрагональной сингонии,
пространственная группа P 4/ncc,
параметры ячейки a = 1,0941 нм, c = 0,60203 нм, Z = 4
.
Соединение образуется по перитектической реакции при температуре 980°С .